# Auberta
Auberta, née en 2014 et morte en novembre de la même année, est une oursonne des Pyrénées, fille de Fadeta et de Pyros. En avril, des habitants du village espagnol d'Aubèrt la découvrent seule et errante dans le val d'Aran et décident de la recueillir dans l'espoir de la sauver.
L'oursonne est placée dans un enclos dans un lieu de la montagne tenu secret, pour éviter les visiteurs inopportuns, mais des webcams permettent aux internautes de suivre ses progrès. Sa réhabilitation se passe bien et, en quelques mois, Auberta passe de 3 kg à 41 kg. Le 29 septembre, après que toutes les régions espagnoles sollicitées ont refusé d'accueillir l'animal, le Conseil général d'Aran écrit à Ségolène Royal, ministre française de l'Environnement, pour lui proposer de relâcher l'oursonne en Béarn dès le mois de décembre mais la demande reste lettre morte malgré la mobilisation d'associations.
En novembre, un vétérinaire équipe Auberta d'un émetteur intra-abdominal en anticipation de la libération prochaine mais la petite oursonne est retrouvée morte dans son enclos quelques jours plus tard, âgée d'à peine moins d'un an. Sa mort a pu être provoquée par la réouverture de sa cicatrice au ventre liée à la pose de l'émetteur.